# Liste bedeutender Kirchen im Elsass

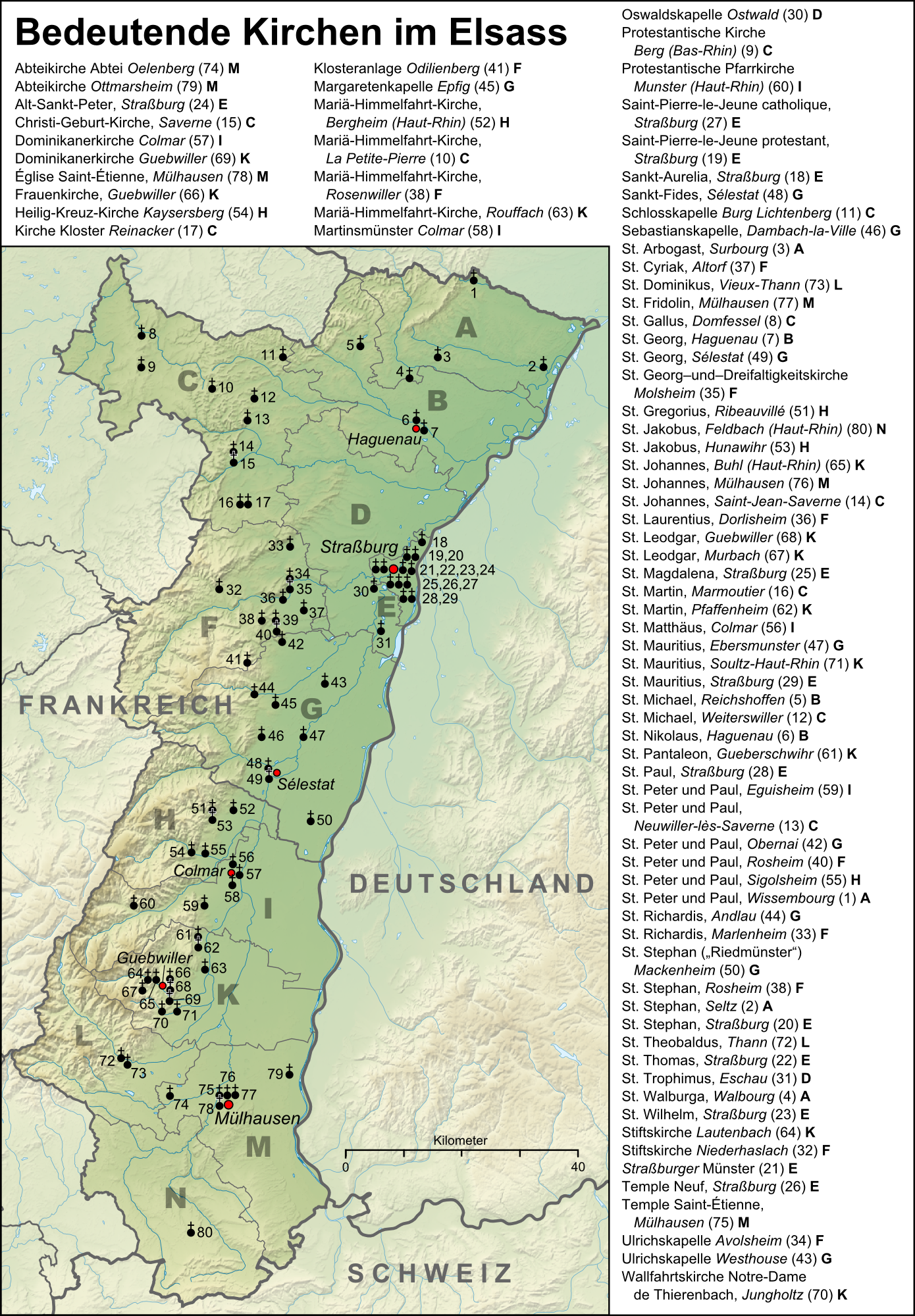
Übersichtskarte

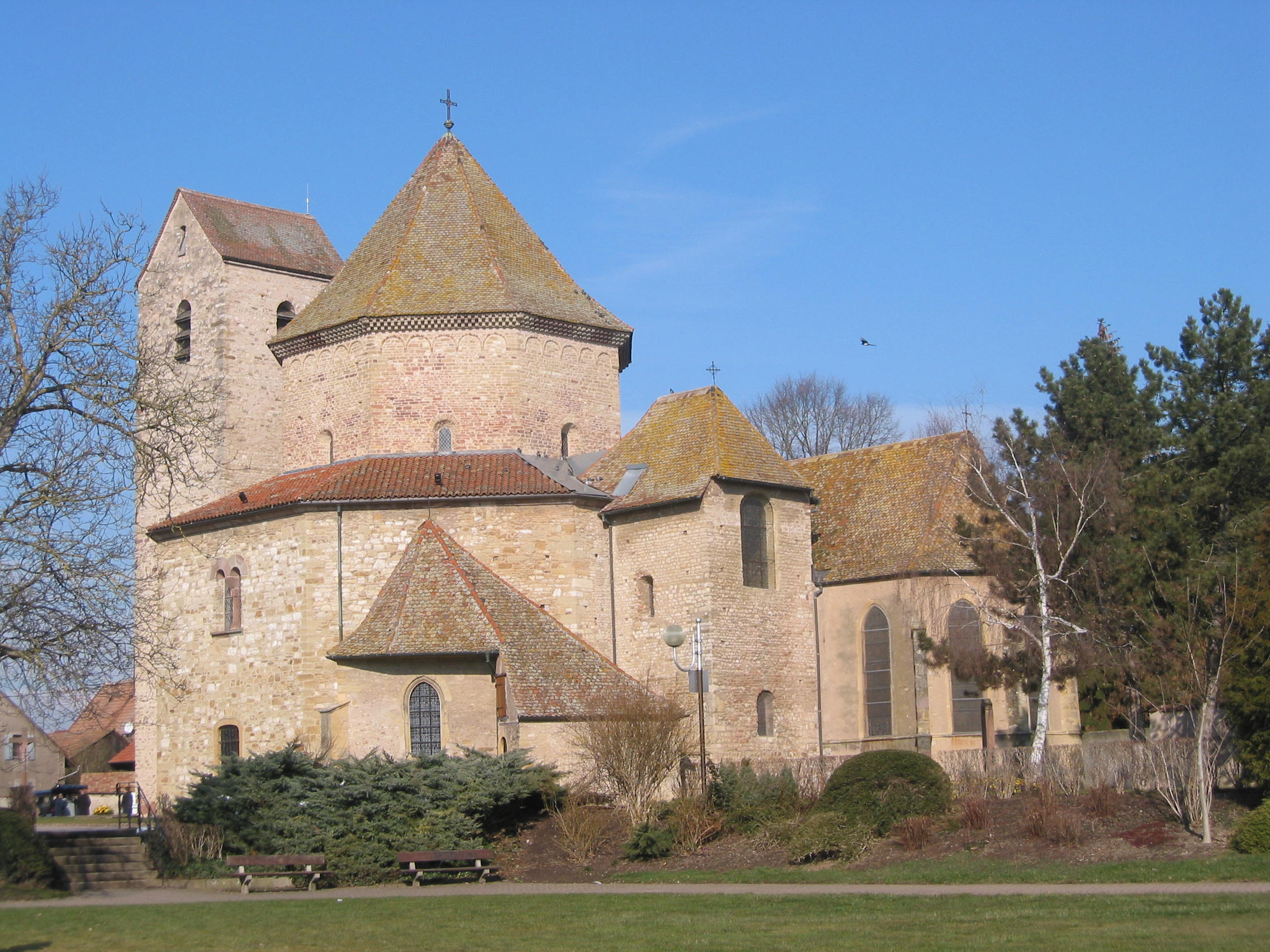
Abteikirche Ottmarsheim

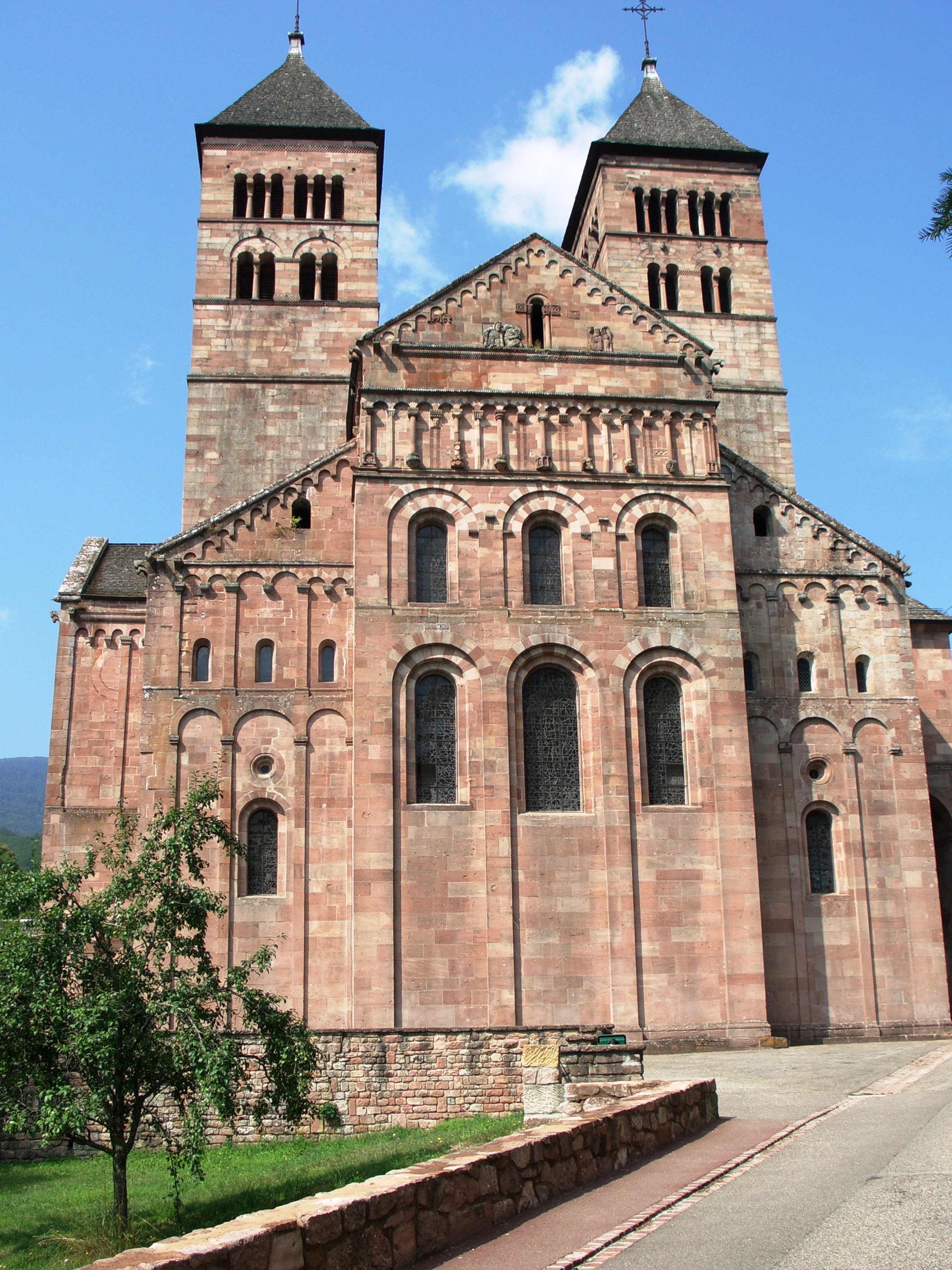
St. Leodgar, Murbach

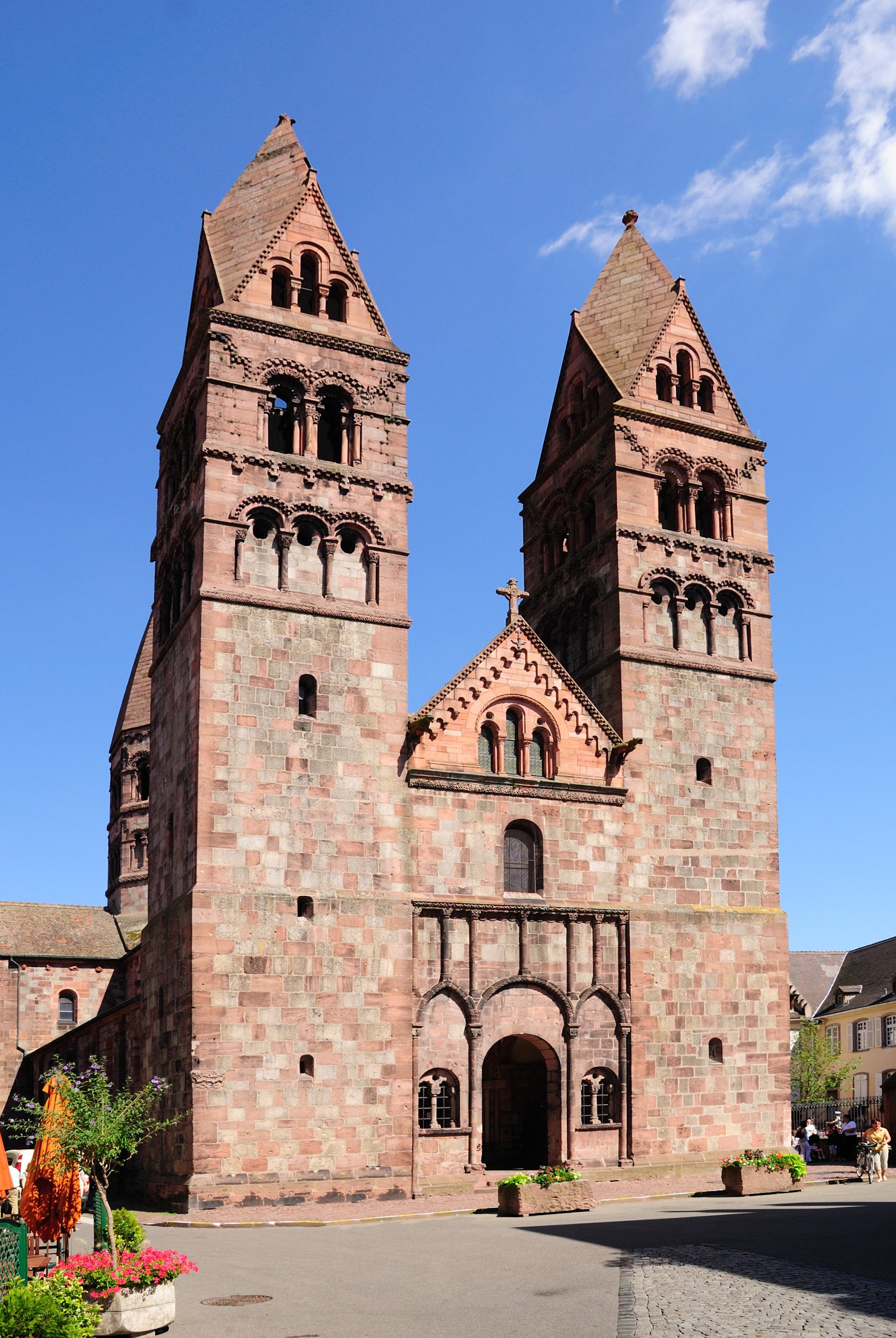
St. Fides, Sélestat

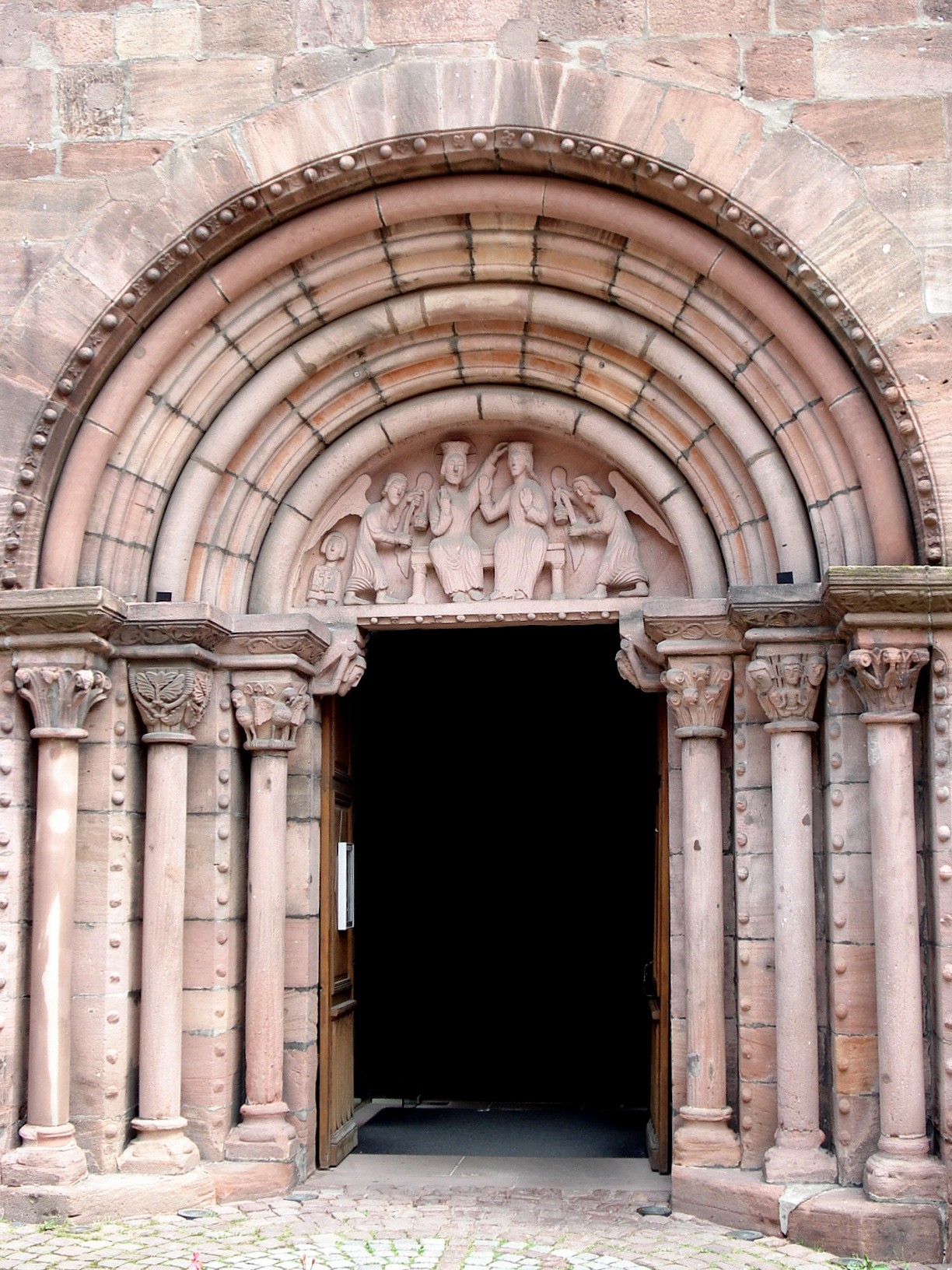
Heilig-Kreuz-Kirche, Kaysersberg

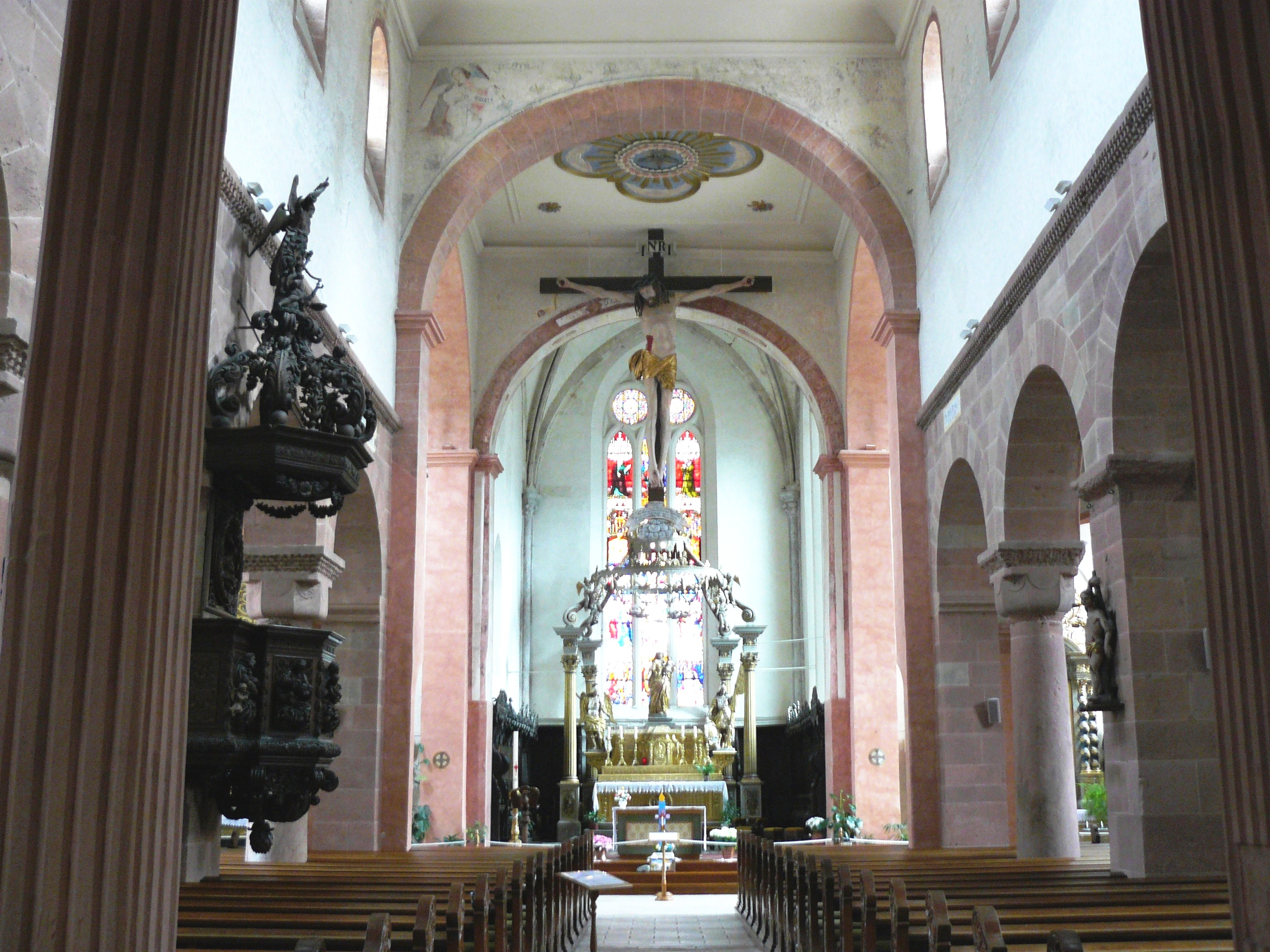
Stiftskirche Lautenbach

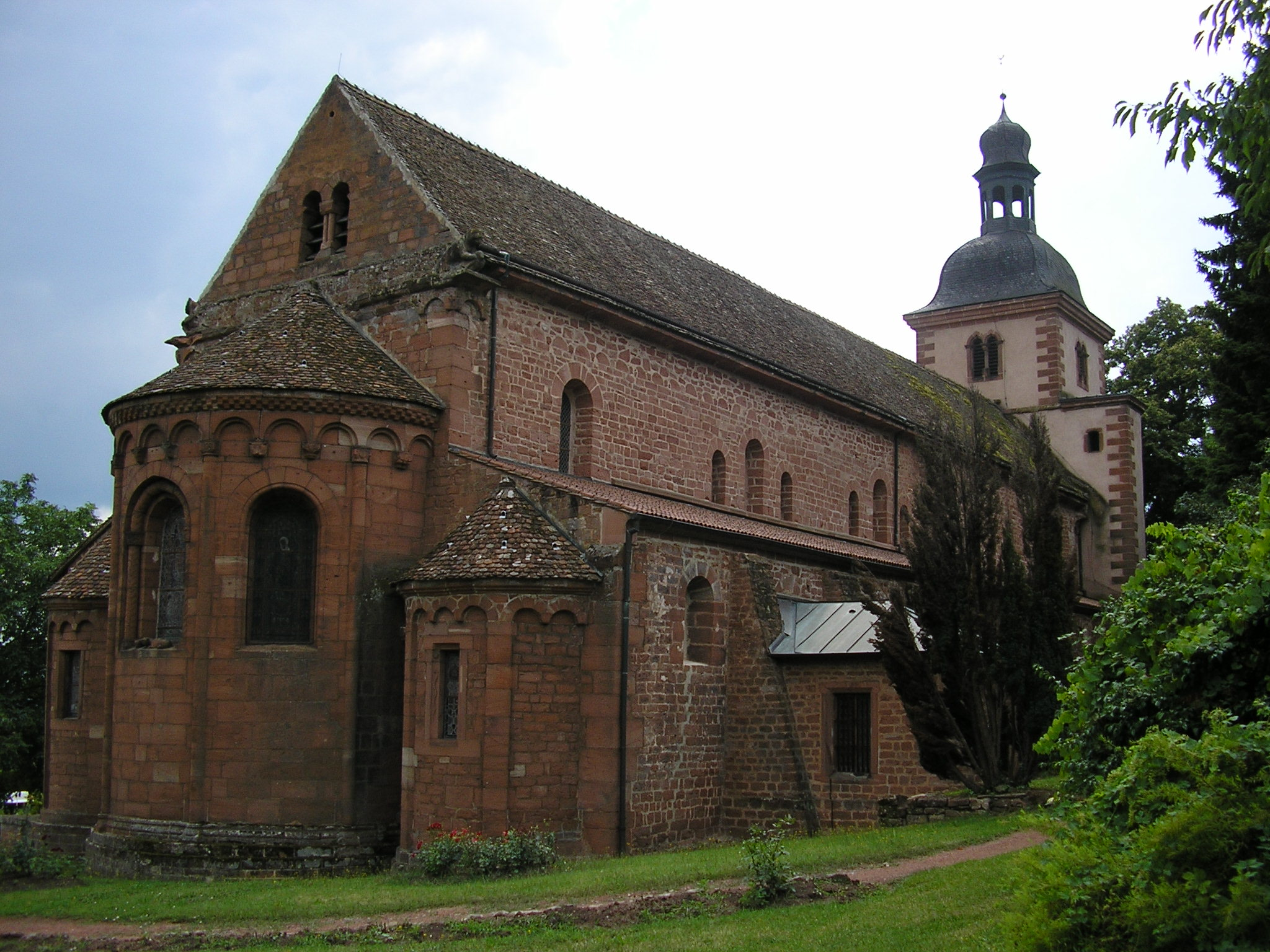
St. Johannes, Saint-Jean-Saverne

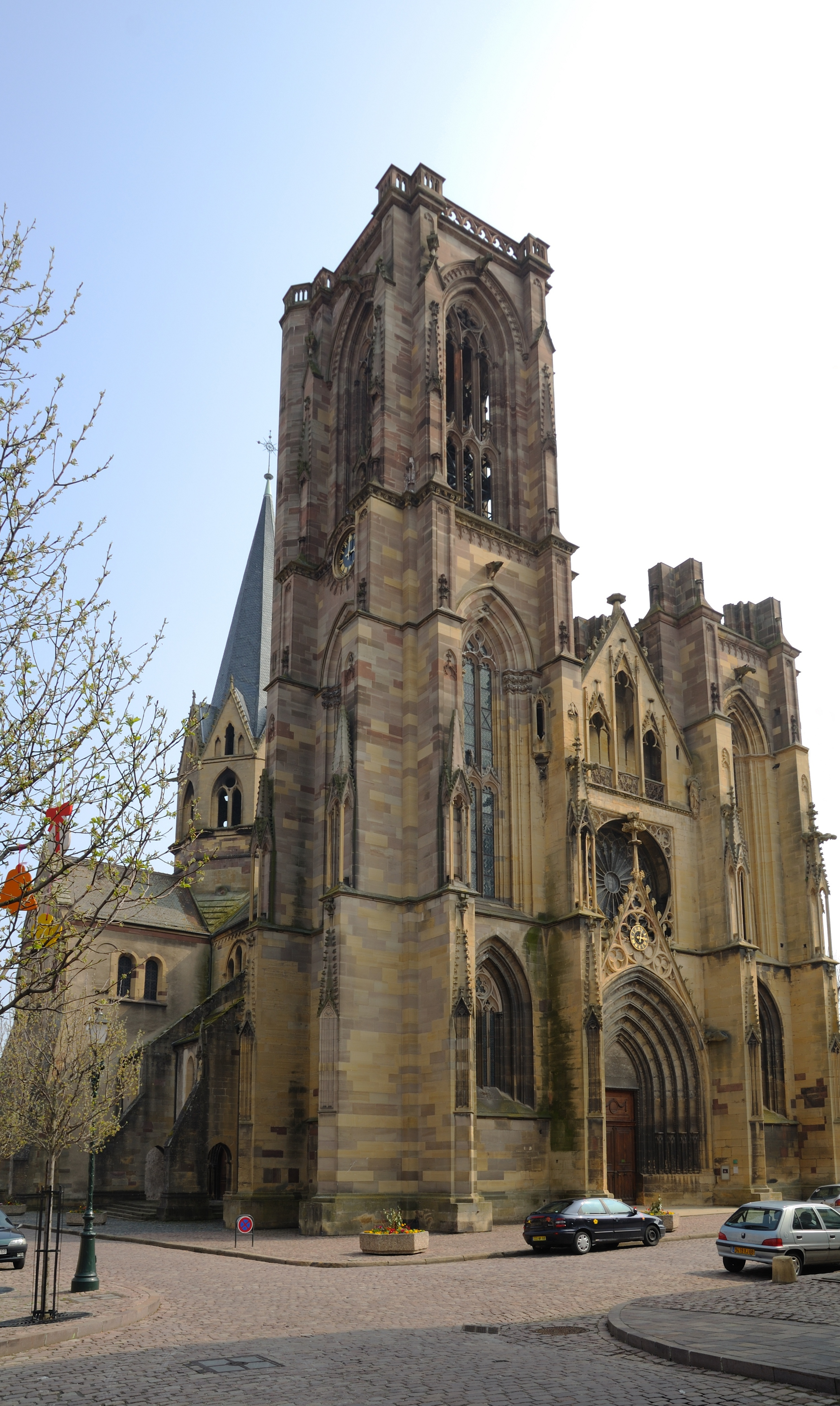
Mariä-Himmelfahrt-Kirche, Rouffach

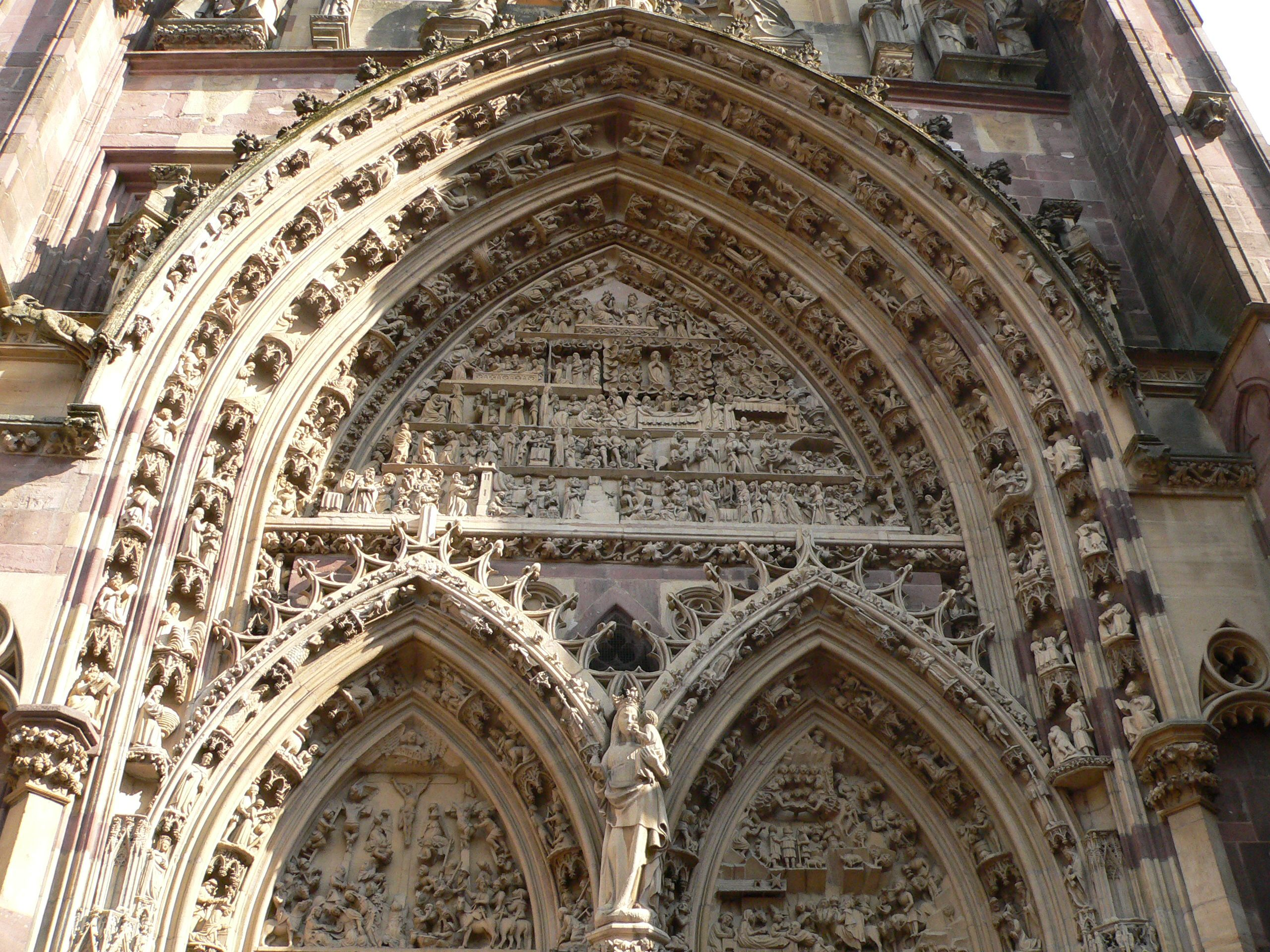
St. Theobaldus, Thann

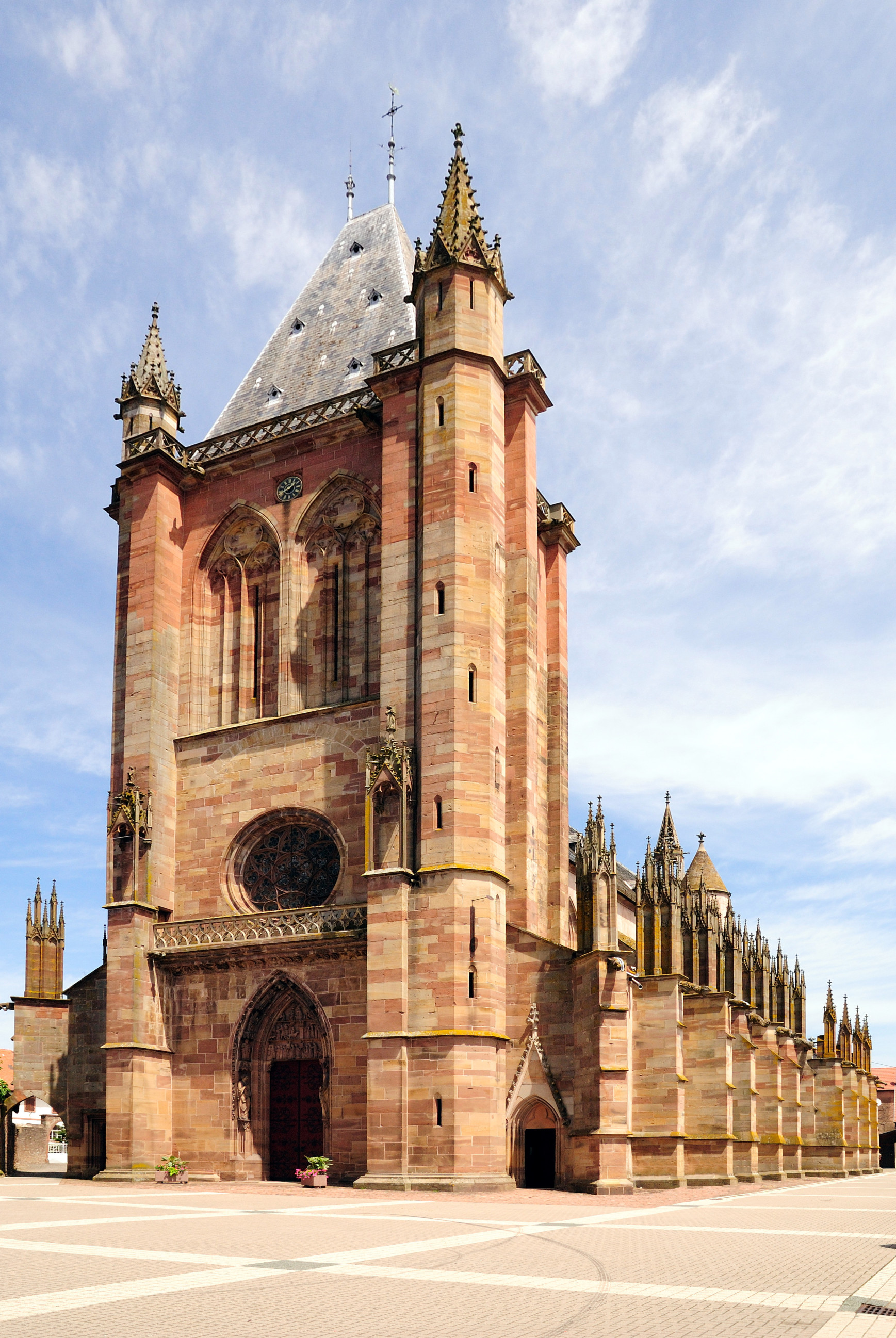
Stiftskirche Niederhaslach

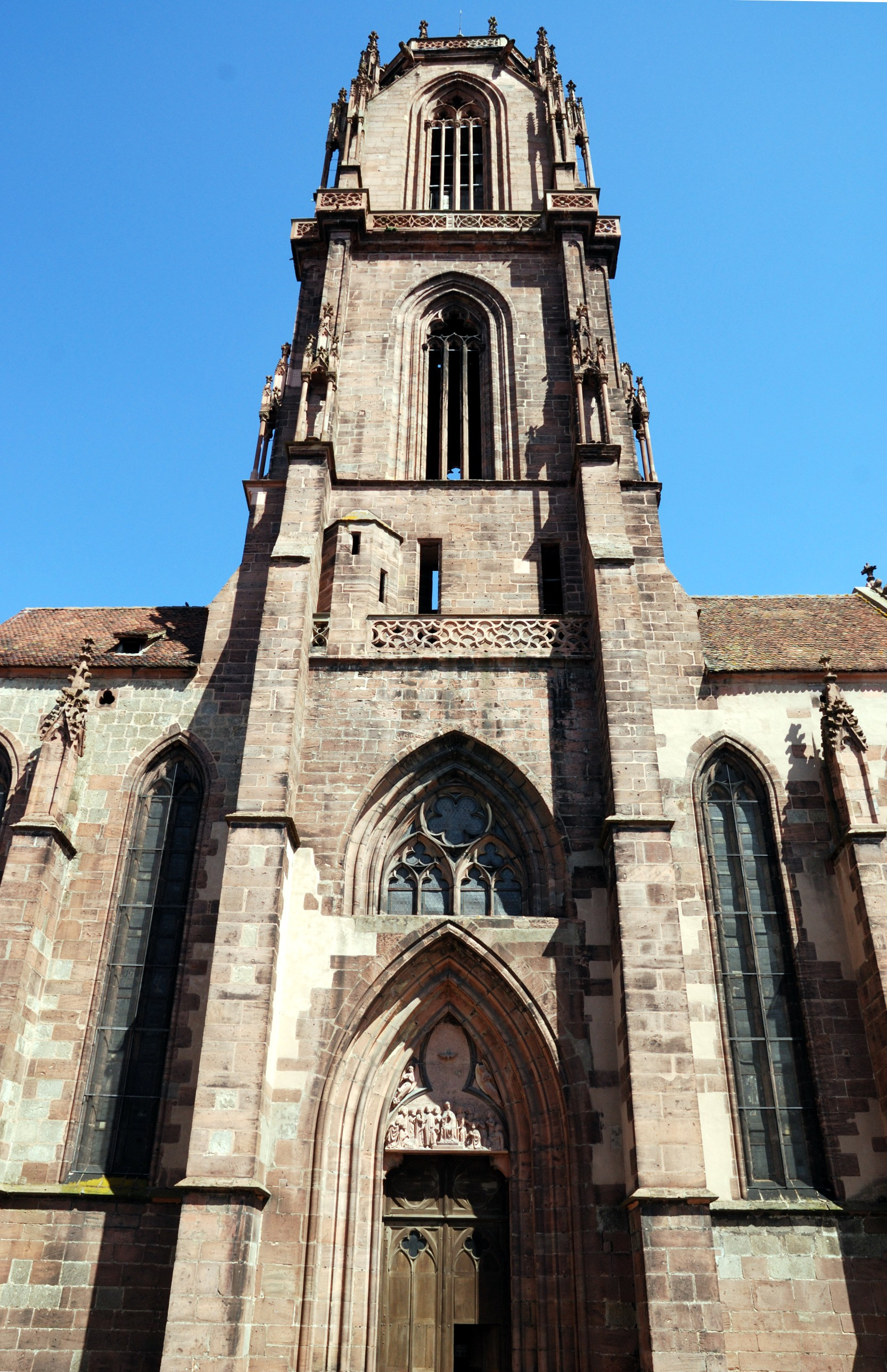
St. Georg, Sélestat

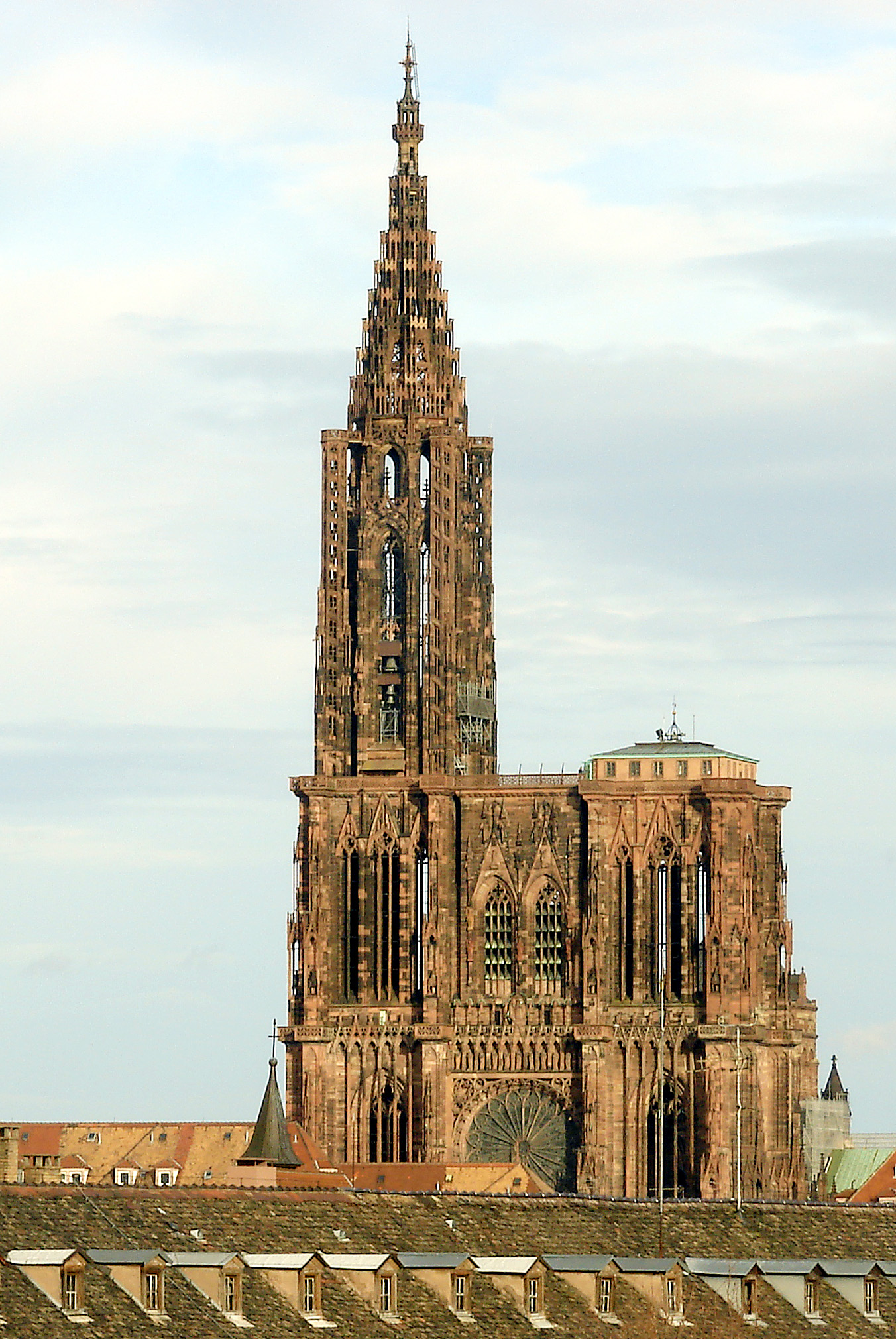
Liebfrauenmünster, Straßburg

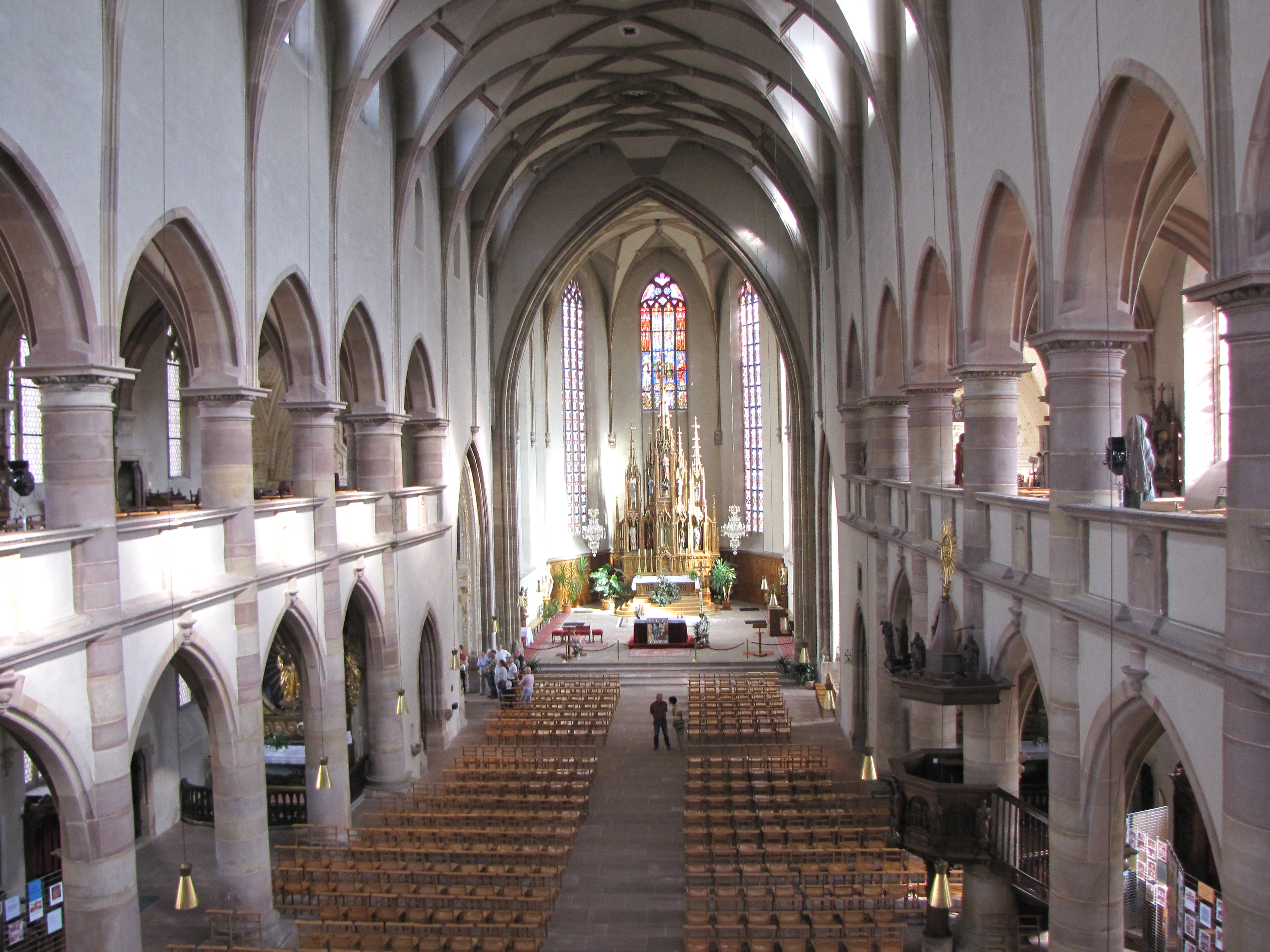
St. Georg-und-Dreifaltigkeit, Molsheim

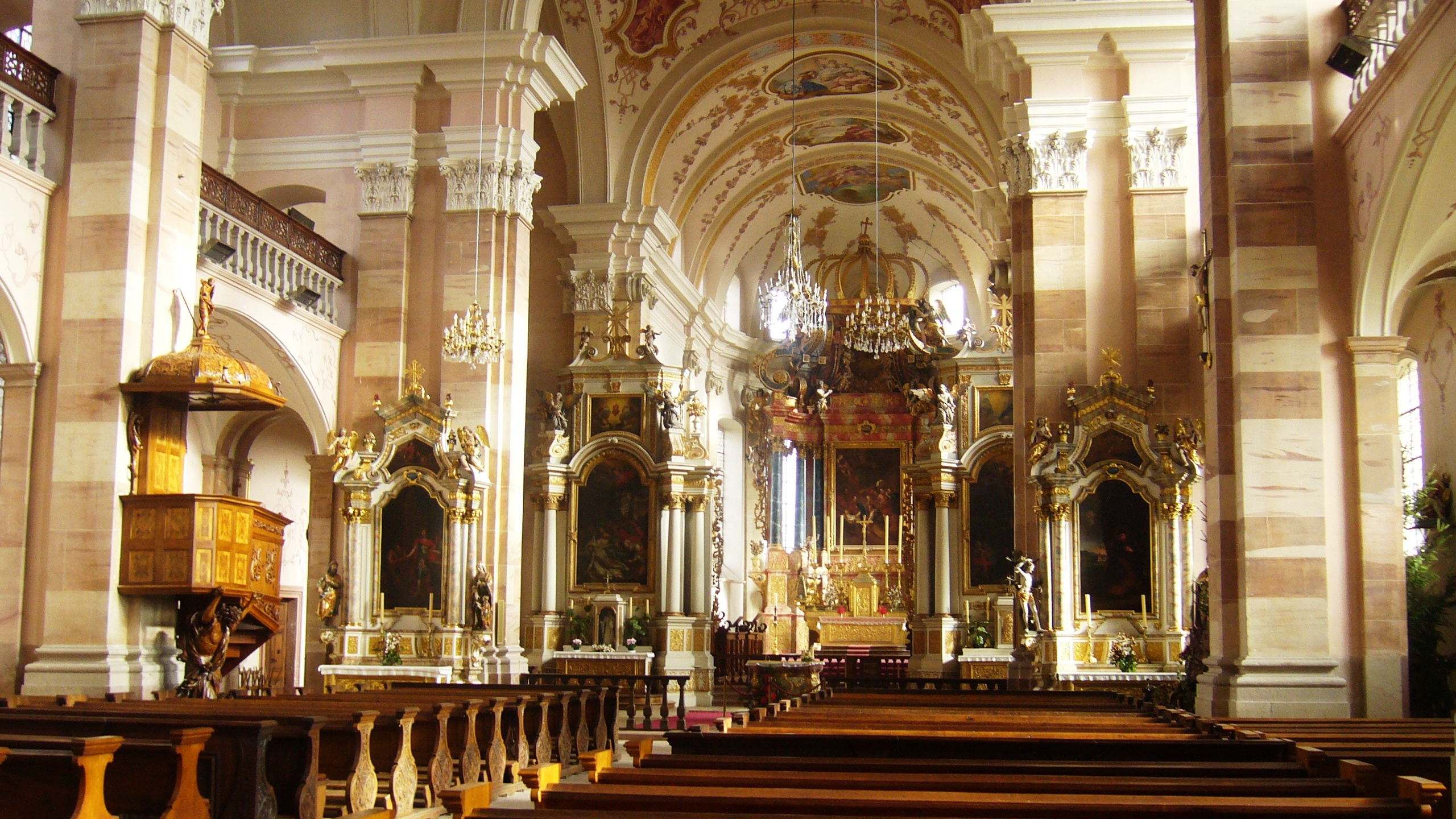
St. Mauritius, Ebersmunster

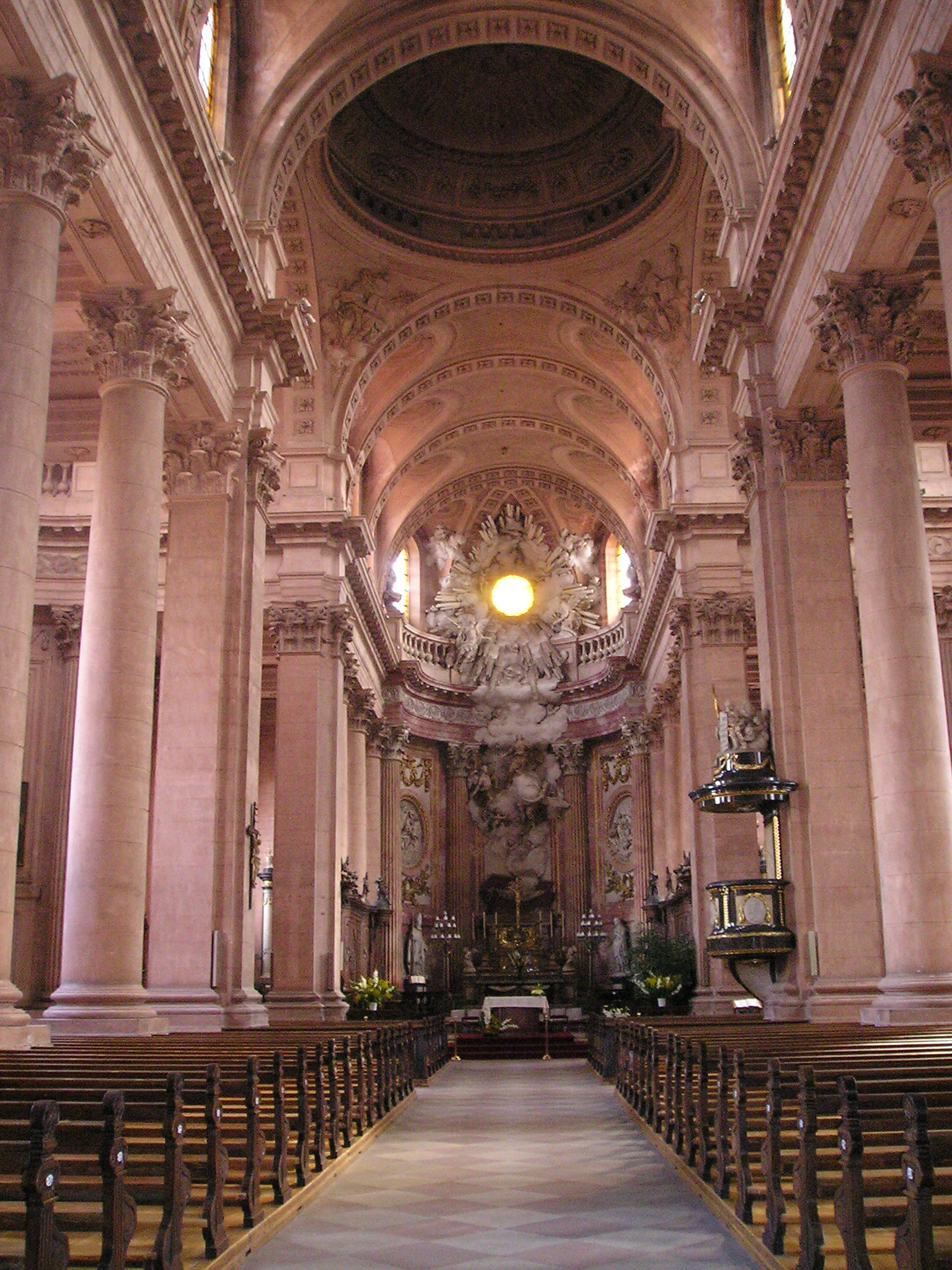
Frauenkirche, Guebwiller

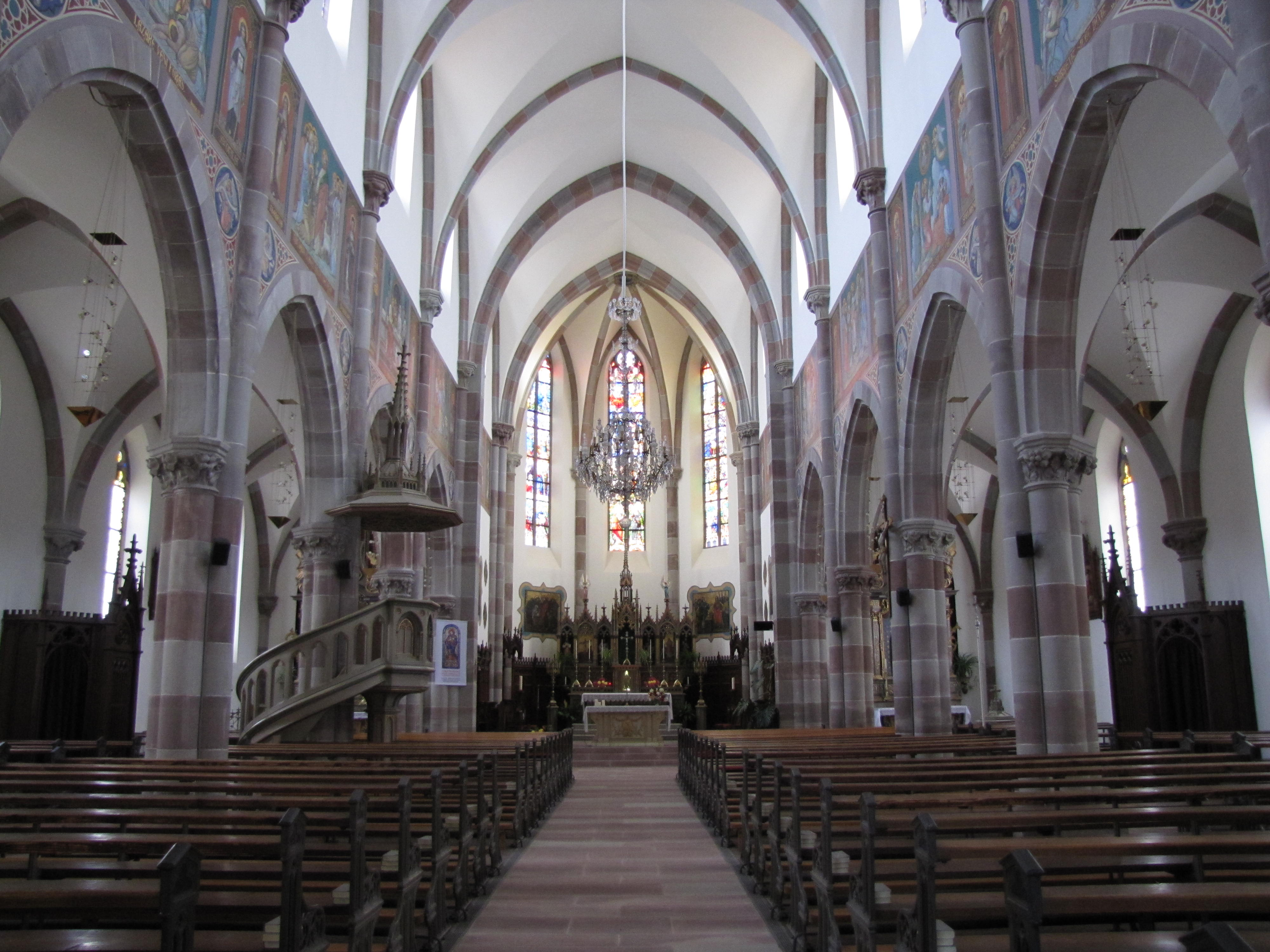
St. Stephan, Mackenheim

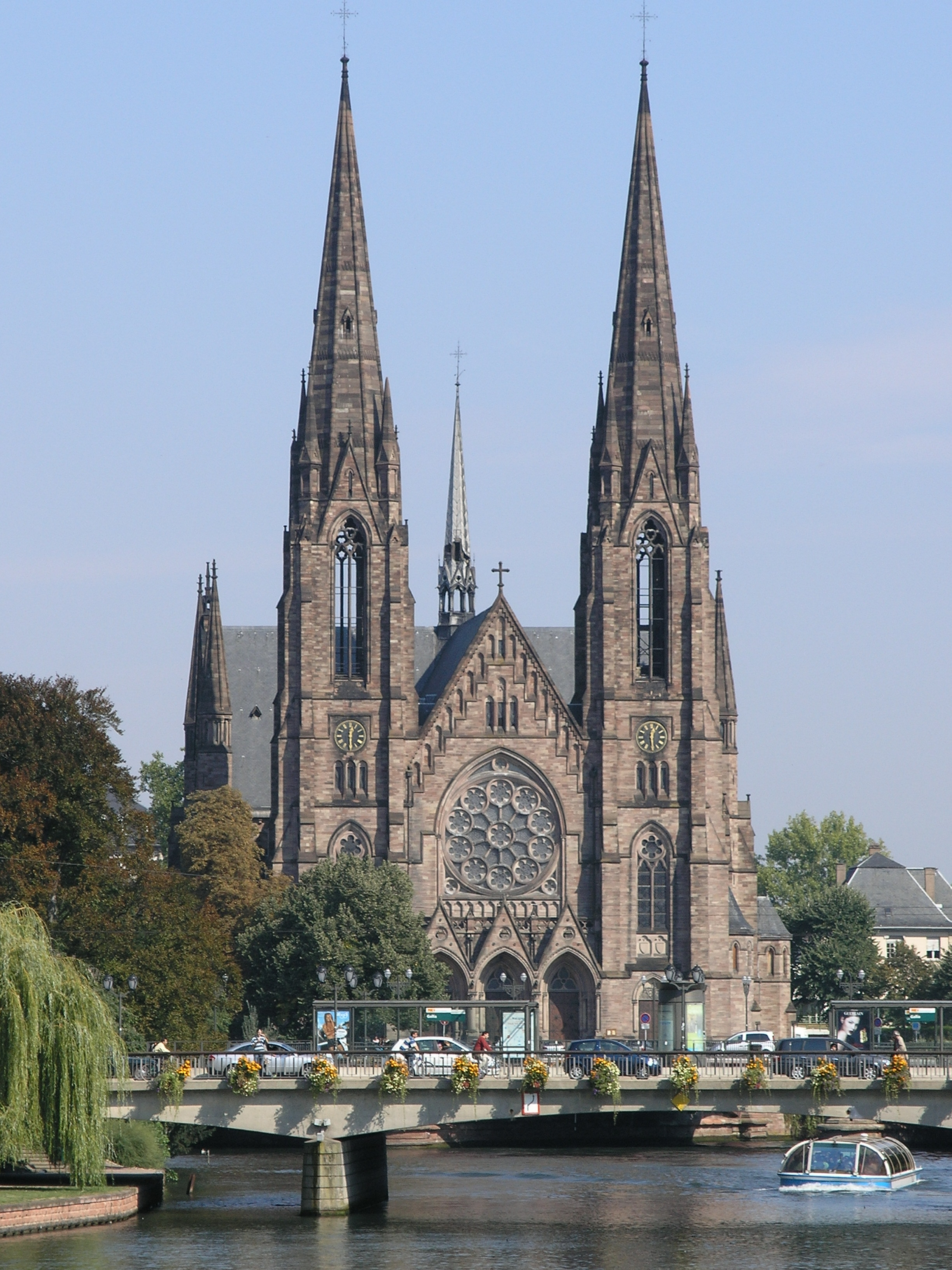
St. Paul, Straßburg

Diese Liste führt kunstgeschichtlich und architektonisch bedeutende Kirchen des Elsass bis Ende des 19. Jahrhunderts auf. Ausführende oder beteiligte Architekten werden angegeben, wenn diese von überregionaler Bedeutung und Wirkung waren.

## Ausschließlich romanisch
- Sankt-Fides, Sélestat
- St. Leodgar, Murbach
- St. Peter und Paul, Sigolsheim
- St. Trophimus, Eschau
- Ulrichskapelle Avolsheim
- St. Arbogast, Surbourg
- St. Jakobus, Feldbach, Haut-Rhin

## Überwiegend romanisch, mit gotischen Bauteilen
- St. Peter und Paul, Rosheim
- Abteikirche Ottmarsheim
- Margaretenkapelle, Epfig
- Heilig-Kreuz-Kirche, Kaysersberg
- St. Leodgar, Guebwiller
- Stiftskirche Lautenbach

## Überwiegend romanisch, mit barocken Bauteilen
- Abteikirche Saint-Jean-Baptiste, Saint-Jean-Saverne

## Romanisch und gotisch
- Mariä-Himmelfahrt-Kirche, Rouffach

## Romanisch und barock
- St. Cyriak, Altorf
- Sts-Pierre-et-Paul, Andlau
- St. Aurelia, Straßburg
- Unsere Liebe Frau vom Odilienberg

## Romanisch, gotisch und barock
- St. Martin, Marmoutier

## Romanisch und klassizistisch
- St. Stephan, Rosheim
- Dompeter, Avolsheim

## Romanisch, gotisch und klassizistisch
- St. Peter und Paul, Neuwiller-lès-Saverne

## Romanisch, gotisch und neugotisch
- Saint-Pierre-le-Jeune protestant, Straßburg (Carl Schäfer)

## Romanisch und neuromanisch
- St. Pantaleon, Gueberschwihr (Jean-Baptiste Schacre)

## Romanisch und neugotisch
- St. Martin, Pfaffenheim

## Romanisch und modern
- St. Stephan, Straßburg

## Überwiegend gotisch, mit romanischen Bauteilen
- St. Georg, Haguenau
- Christi-Geburt-Kirche, Saverne
- Straßburger Münster
- St. Thomas, Straßburg
- St. Georg, Sélestat
- St. Peter und Paul, Wissembourg
- Sebastianskapelle, Dambach-la-Ville

## Ausschließlich gotisch
- St. Wilhelm, Straßburg
- Stiftskirche Niederhaslach
- St. Martin, Colmar
- Dominikanerkirche, Colmar
- St. Matthäus, Colmar
- Dominikanerkirche Guebwiller
- St. Theobaldus, Thann
- St. Nikolaus, Haguenau
- Kirche Kloster Reinacker, Reutenbourg
- St. Mauritius, Soultz
- St. Gregorius, Ribeauvillé
- St. Walburga, Walbourg
- St. Jakobus, Hunawihr
- St. Gallus, Domfessel
- Mariä-Himmelfahrt-Kirche, Rosenwiller

## Gotisch, barock und neugotisch
- Mariä-Himmelfahrt-Kirche, Bergheim, Haut-Rhin

## Gotisch und neugotisch
- Alt-Sankt-Peter, Straßburg

## Gotisch und modern
- St. Magdalena, Straßburg (Fritz Beblo)
- St. Stephan, Seltz

## Nachgotisch
- St. Georg–und–Dreifaltigkeitskirche, Molsheim (Christoph Wamser)

## Barock
- St. Mauritius, Ebersmunster
- Unsere Liebe Frau von Thierenbach in Jungholtz
- Evangelische Kirche in Berg

## Klassizistisch
- Unsere Liebe Frau von Guebwiller
- St. Michael, Reichshoffen

## Neuromanisch
- Temple Neuf, Straßburg
- Saint-Pierre-le-Jeune catholique, Straßburg (August Hartel)
- Protestantische Pfarrkirche in Munster, Haut-Rhin

## Neugotisch
- Temple Saint-Étienne, Mülhausen (Jean-Baptiste Schacre)
- Église Saint-Étienne, Mülhausen (Jean-Baptiste Schacre)
- St. Peter und Paul, Obernai
- St. Stephan („Riedmünster“) Mackenheim
- St. Paul, Straßburg
- St. Mauritius, Straßburg (Ludwig Becker)

## Neubarock
- St. Fridolin, Mülhausen (Ludwig Becker)

## Weitere Kirchen, die eine bedeutende Ausstattung aufweisen
- St. Michael, Weiterswiller (gotische Fresken)
- Mariä-Himmelfahrt-Kirche, La Petite-Pierre (gotische Fresken)
- Ulrichskapelle Westhouse (gotische Fresken)
- St. Laurentius, Dorlisheim (romanische Reliefsskulpturen, gotische Fresken)
- St. Peter und Paul, Eguisheim (großes romanisches Vorhallenportal der Vorgängerkirche)
- St. Johannes, Buhl (Haut-Rhin) (großer Flügelaltar der Schongauerschule)
- St. Johannes, Mülhausen (Fresken und Grabmäler, auch aus anderen Kirchen der Stadt)
- Schlosskapelle Burg Lichtenberg (Renaissance-Grabmal)
- St. Richardis, Marlenheim (Romanische und barocke Reliefsskulpturen)
- Abteikirche Abtei Oelenberg
- Oswaldskapelle Ostwald (gotische Glasfenster)
- St. Dominikus, Vieux-Thann (gotische Glasfenster)